# Guo Moruo
Guo Moruo (Leshan, 16 november 1892 － Peking, 12 juni 1978) was een Hakka-Chinees schrijver, politicus, archeoloog, historicus en kenner van het Chinese schrift. Zijn jiaxiang lag in Fujian. Hij is van 1949 tot 1978 directeur van Chinese Academie van Wetenschappen geweest.
Guo was het achtste kind van zijn moeder. Hij ging naar een openbare school en in 1905 kreeg hij een provinciale studiebeurs om naar Japan te gaan om te studeren aan de Keizerlijke Universiteit van Tokio. Hij leerde in Japan een van zijn echtgenotes kennen, Satō Tomiko, een vrouw van Japanse afkomst. Beide families waren tegen het huwelijk tussen de twee. Hij heeft totaal elf kinderen bij twee vrouwen verwekt.
Guo Moruo werd in 1952 met de Internationale Lenin-Vredesprijs onderscheiden, toen nog de Stalin Vredesprijs.
|  |  |

- Bibsys: 90151873
- Bibliothèque nationale de France: cb120894998 (data)
- CiNii: DA00325468
- Digitale Bibliotheek voor de Nederlandse Letteren: moru003
- Gemeinsame Normdatei: 118568159
- International Standard Name Identifier: 0000 0001 2118 576X
- Library of Congress Control Number: n80139853
- Nationale Bibliotheek van Letland: 000222482
- National Central Library: 1084554
- Bibliotheek van het Japanse parlement: 00315148
- Nationale Bibliotheek van Tsjechië: xx0005027
- Nationale bibliotheek van Australië: 36602348
- Nationale Bibliotheek van Israël: 987007279029005171
- Nationale Bibliotheek van Polen: a0000001144615
- Nederlandse Thesaurus van Auteursnamen: 139947698
- LIBRIS: 57961
- SNAC: w6w42fbw
- Système universitaire de documentation: 029224098
- Trove: 1319486
- Virtual International Authority File: 4957151
- WorldCat: E39PBJdcCK4pcT4DJfH6ttYwYP